# Timmy Trumpet
Timmy Trumpet, pseudonimo di Timothy Jude Smith (Sydney, 9 giugno 1982), è un disc jockey, trombettista e produttore discografico australiano.
Ha raggiunto la popolarità internazionale del 2015 con il brano Freaks, che raggiunse la vetta della classifica neozelandese mantenendola per cinque settimane consecutive, e restando nella top ten per tre mesi.
Dal 2016 è presente nella classifica Top100Djs di DJ Magazine, con il piazzamento più alto al numero 5 nel 2024 (primo australiano di sempre in Top5).
Il 25 marzo 2019, Timmy Trumpet è diventato il primo suonatore di tromba ad esibirsi in Zero Gravity, una partnership di progetto tra l'Agenzia spaziale europea e BigCityBeats.

## Biografia
Timothy Jude Smith, in seguito noto come Timmy Trumpet, è nato a Sydney, in Australia. Timothy iniziò a suonare la tromba in tenera età, insegnata da suo padre.

## Carriera
Dopo aver studiato tromba al Sydney Conservatorium of Music, nel 2001 ha iniziato a suonare lo strumento con lo pseudonimo di Timmy Trumpet, mixandolo con sonorità EDM, producendo brani che sono stati suonati nei locali di Ibiza e Londra. Ha poi collaborato come produttore discografico per diverse etichette discografiche di musica dance, come PACHA, Ministry of Sound e One Love.
Nel 2009 ha pubblicato il suo primo EP, pubblicato dall'etichetta discografica Central Station Records e accompagnato da tre singoli, l'omonima Sunrise, Nothing Between Us e Sunset. Negli anni successivi ha realizzato dei remix, e si è esibito insieme ad artisti dance come Swedish House Mafia, Armin Van Buuren e Stafford Brothers.
Con la pubblicazione del singolo Freaks nel 2014, brano la cui parte vocale era realizzata dal rapper Savage, ha raggiunto la popolarità internazionale; in Nuova Zelanda, mantenendo la vetta della classifica per cinque settimane e rimanendo nella top ten per tre mesi, ha ottenuto quattro dischi di platino, raggiungendo ottimi risultati di vendita anche in Australia (quattro dischi di platino), Finlandia, Svezia, Belgio (disco d'oro) e Francia.
Il 10 luglio 2020, durante un suo live set, Timmy ha fatto la proposta di matrimonio alla sua ragazza, inginocchiandosi davanti a lei con tanto di anello, che ha accettato.
Timmy Trumpet e Spinnin' Records hanno ufficialmente annunciato il lancio della sottoetichetta discografica dell'icona australiana SINPHONY, una piattaforma per la musica dance elettronica in Australia.

## Discografia

### Album
- 2020 – Mad World

### EP
- 2009 – Sunrise[7]

### Singoli
- 2009 – Sunrise
- 2009 – Nothing Between Us
- 2009 – Sunset
- 2010 – Tromba Ye Ye Ye (con KCB)
- 2011 – Trrrumpet
- 2011 – Horny (con Tenzin)
- 2012 – Sassafras
- 2012 – Hornpipe Fever (con Juan Kidd e Jonathan Ulysses)
- 2013 – Melbournia (con Chardy)
- 2013 – Bleed (con SCNDL)
- 2013 – Snapback
- 2014 – Freaks (feat. Savage)
- 2014 – The Buzz (con New World Sound)
- 2014 – Nightmare
- 2015 – Hipsta (con Chardy)
- 2015 – Mantra
- 2015 – Toca (con Carnage e KSHMR)
- 2016 – Psy or Die (con Carnage)
- 2016 – Collab Bro (con ANGEMI)
- 2016 – Party Till We Die (con MAKJ e Andrew W.K.)
- 2016 – Oracle
- 2017 – Take Your Call
- 2017 – Al Pacino (con Krunk!)
- 2017 – Punjabi (con Dimatik)
- 2017 – Narco (con Blasterjaxx)
- 2017 – Deja-Vu (feat. Savage)
- 2018 – The Underground (con Hardwell)
- 2018 – 100 (con Vini Vici e Symphonic)
- 2018 – Flamenco (con Jetfire e Rage)
- 2018 – Attention (con Julian Jordan)
- 2018 – Toro (con Junkie Kid)
- 2018 – Scarborough Fair (con TNT)
- 2019 – Metaphor (con Alok)
- 2019 – Rubber Bands (con Martin Jensen)
- 2019 - Hava (con Steve Aoki feat. Dr. Phunk)
- 2019 - Therapy
- 2019 – Tricky Tricky (con W&W, Will Sparks feat. Sequenza)
- 2020 – F*ck Yeah (con Will Sparks, Code Black e Toneshifterz)
- 2020 – Everybody In The Party (con 22Bullets feat. Ghost)
- 2020 – Diamonds
- 2020 – 911 (con R3hab)
- 2020 – Armageddon (con Florian Picasso)
- 2020 – The Prayer (con KSHMR e Zafrir)
- 2020 – The King (con Vitas)
- 2020 – Mars
- 2020 – Up & Down (con Vengaboys)
- 2020 – Tarantino (con Steve Aoki feat. STARX)
- 2020 – Thunder (con Vini Vici)
- 2020 – Child Of The Devil (con Jebroer e Dr. Phunk)
- 2020 – Paul Is Dead (con Scooter)
- 2020 – Mad World (con Gabry Ponte)
- 2020 – The Snail (con Mo Falk)
- 2020 - Distant Memory (con R3HAB e W&W)
- 2021 – Cold
- 2021 – Motherf*cker (con Nitti Gritti)
- 2021 – Camelot (feat. Smash Mouth)
- 2021 – Never Let Me Go (con Cascada & Harris & Ford)
- 2021 – Friday (con Bright Sparks)
- 2021 - Call Me (con Gabry Ponte e R3HAB)

### Altri singoli
- 2020 – 3 Are Legend, Brennan Heart, Toneshifterz – Deck The Halls (Timmy Trumpet Edit)
- 2021 - Timmy Trumpet X Wolfpack (DJs) X Jaxx & Vega ft. R3SPAWN - KALINKA (Dimitri Vegas Edit)

### Remix
2010
- Goldfish – This Is How It Goes (Timmy Trumpet Remix)
- P Money feat. David Dallas & Aaradhna - Say Yeah (Timmy Trumpet Remix)
- Radio Ink – Wish You Were Here (Timmy Trumpet Remix)

2011
- Potbelleez – Midnight Midnight (Timmy Trumpet Remix)
- P Money feat. PNC, Vince Harder, Meryl Cassie & Mz J – Dance with You (Timmy Trumpet Remix)

2014
- Quintino & MOTi feat. Taylr Renee – Dynamite (Timmy Trumpet Remix)
- Havana Brown – Better Not Said (Timmy Trumpet Remix)

2017
- Throttle – Baddest Behaviour (Timmy Trumpet Remix)

2019
- Tujamo – Drop That Low (When I Dip) (Timmy Trumpet Remix)
- Deorro – All this time (Timmy Trumpet Remix)

2020
- Edward Maya – Stereo Love (Timmy Trumpet Remix)
- 3 Are Legend , Brennan Heart , Toneshifterz – Deck The Halls (Timmy Trumpet Edit)